# Wasserburg Bruch
Die Wasserburg Bruch ist ein denkmalgeschütztes Gebäude in Bruch, einer Ortsgemeinde im Landkreis Bernkastel-Wittlich in Rheinland-Pfalz.

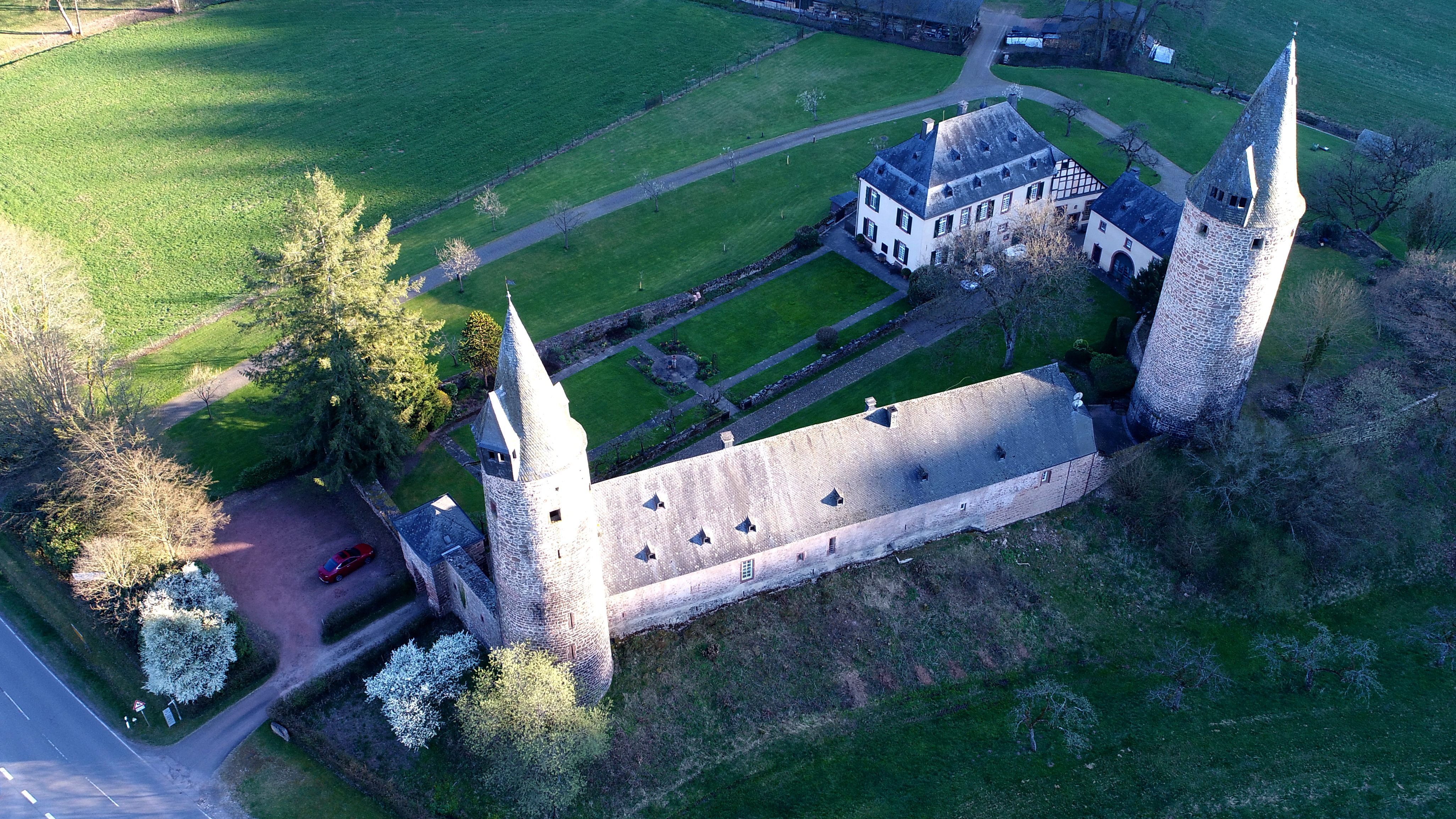
Wasserburg Bruch aus der Vogelperspektive (2017)

Die Wasserburg wurde im 14. Jahrhundert erbaut. Aus dieser Zeit sind noch die Eingangsseite mit dem Torhaus, der fünfgeschossige Eckturm und der Rundturm am anderen Ende erhalten. Ursprünglich war die Burg im Besitz der Herren von Bruch, dann wurde sie als Lehen an die Herren von Daun gegeben. Zu Kurtrier kam sie 1539 zurück.
Die Anlage befindet sich heute in Privatbesitz. 2023 wurde im Hof der Burg ein Biergarten eröffnet.